# Вогезы (департамент)
Воге́зы (фр. Vosges) — департамент на востоке Франции, один из департаментов региона Гранд-Эст. Порядковый номер — 88. Административный центр — Эпиналь. Население — 360 673 человек (данные 2021 года).

## География
Площадь территории — 5874 км². Через департамент, расположенный в горной системе Вогезов, протекает река Сона.
Департамент включает 3 округа, 31 кантон и 515 коммун.

## История
Вогезы — один из первых 83 департаментов, образованных во время Великой французской революции в марте 1790 года. Возник на территории бывшей провинции Лотарингия. Название происходит от горной системы Вогезы.
В 1794 году в этом регионе состоялось крупное сражение между войсками революционной Франции и армией коалиции германских государств.
В 1793 и 1795 годах к изначальной территории департамента были присоединены соседние земли княжества Сальм и провинции Шмирек соответственно. После франко-прусской войны 1870—1871 годов около 4 % территории департамента отошло к Германии.
В городе Жерармер был открыт первый офис по туризму во Франции.